# Clube Atlético Sorocaba
Il Clube Atlético Sorocaba, noto anche semplicemente come Atlético Sorocaba, è una società calcistica brasiliana con sede nella città di Sorocaba, nello stato di San Paolo.

## Storia
Il club è stato fondato il 21 febbraio 1991 dall'imprenditore João Caracante Filho come club di basket. L'Atlético Sorocaba è diventato una squadra di calcio il 15 marzo 1993 dopo la fusione tra il Clube Atlético Barcelona e l'Estrada de Ferro Sorocabana Futebol Clube.
L'Atlético Sorocaba ha partecipato al Campeonato Brasileiro Série C nel 1994, nel 1995, nel 1996, nel 1997, nel 1998, nel 2002, nel 2003, e nel 2004. La miglior prestazione del club è stato nel 1996, quando ha raggiunto la terza fase della competizione.
L'Atlético Sorocaba ha vinto la Copa Paulista il 29 novembre 2008, dopo aver sconfitto il XV de Piracicaba in finale all'Estádio Barão de Serra Negra di Piracicaba. Il club ha anche partecipato alla Recopa Sul-Brasileira nella stessa stagione. Dopo aver sconfitto il Pelotas 2-0 in semifinale, l'Atlético Sorocaba è stato sconfitto 1-0 dal Brusque in finale.

## Palmarès

### Competizioni statali
- Copa Paulista: 1

2008

### Altri piazzamenti
- Recopa Sul-Brasileira:

Finalista: 2008